# یوسف کجی
ابوالقاسم، یوسف کَجّی (؟ -۱۰۴۱م) (نسب: یوسف بن احمد بن یوسف بن کَجِّ دینوری) فقیه و پیشوای شافعی و قاضی ایرانی در سدهٔ چهارم هجری بود. از اهالی کج، دینور بود و شاگردان بسیار در دینور پرورش داد. در رمضان ۴۰۵ق به دست عیاران (دزدان شبانه) کشته شد.